# Šebkovice
Šebkovice település Csehországban, a Třebíči járásban. Šebkovice Kojetice, Lesůňky, Čáslavice, Dolní Lažany, Loukovice, Babice és Horní Újezd településekkel határos. Lakosainak száma 488 fő (2024. január 1.).

## Népesség
A település lakosságának változását az alábbi diagram mutatja:
| Lakosok száma | 566  | 560  | 638  | 533  | 545  | 502  | 474  | 473  | 483  | 488  |
|               | 1869 | 1890 | 1921 | 1950 | 1980 | 2001 | 2017 | 2019 | 2022 | 2024 |